# 10BASE-FL
10BASE-FL es una especificación Ethernet de banda base de 10 Mbps que usa cableado de fibra óptica. 10BASE-FL forma parte de la especificación IEEE 10BASE-F y, aunque puede interoperar con FOIRL, está diseñado para reemplazar a la especificación FOIRL. Los segmentos 10BASE-FL pueden tener hasta 1000 metros de largo si se usan con FOIRL, y hasta 2000 metros si se usan exclusivamente con 10BASE-FL.

## Características
- Fibra óptica: LED 850 nm (Primera Ventana), Fibra MMF 62,5/125.
- MDI (tipo de conector): ST (Set and Twist).
- Segmentos de distancia menor de 2000m con 2 fibras/segmento (una por sentido).
- MAUs (Unidades de Acceso al Medio) externas.